# Dolores Nakova
Dolores Nakova –en búlgaro, Долорес Накова– (Ruse, 15 de junio de 1957) es una deportista búlgara que compitió en remo.
Participó en los Juegos Olímpicos de Moscú 1980, obteniendo una medalla de bronce en la prueba de cuatro scull con timonel. Ganó dos medallas en el Campeonato Mundial de Remo, oro en 1978 y plata en 1979.

## Palmarés internacional
| Juegos Olímpicos   | Juegos Olímpicos          | Juegos Olímpicos  | Juegos Olímpicos         |
| Año                | Lugar                     | Medalla           | Prueba                   |
| ------------------ | ------------------------- | ----------------- | ------------------------ |
| 1980               | Moscú (URSS)              | Medalla de bronce | Cuatro scull con timonel |
| Campeonato Mundial |                           |                   |                          |
| Año                | Lugar                     | Medalla           | Prueba                   |
| 1978               | Cambridge (Nueva Zelanda) | Medalla de oro    | Cuatro scull con timonel |
| 1979               | Bled (Yugoslavia)         | Medalla de plata  | Cuatro scull con timonel |